# Relikt dawnych upraw

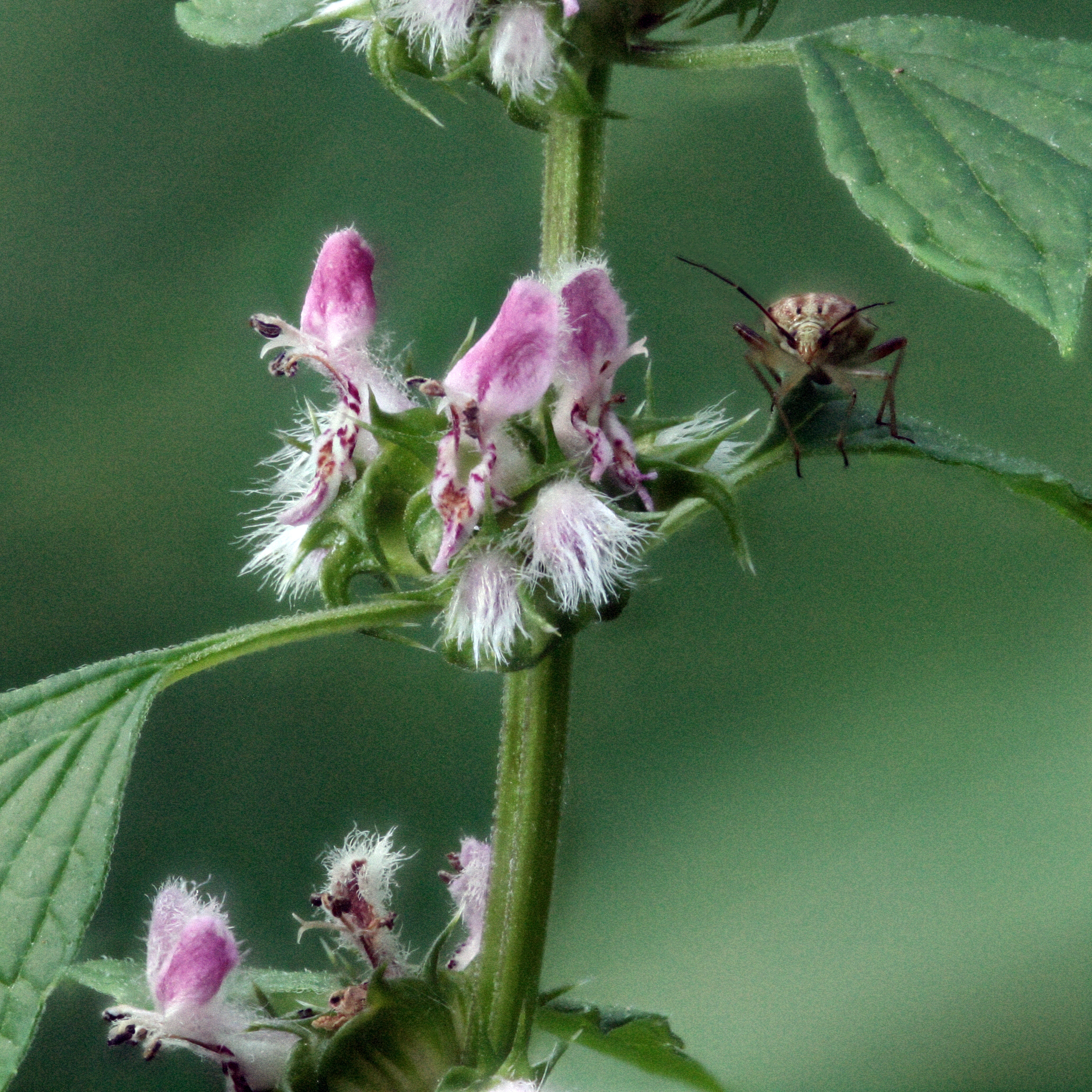
Serdecznik pospolity

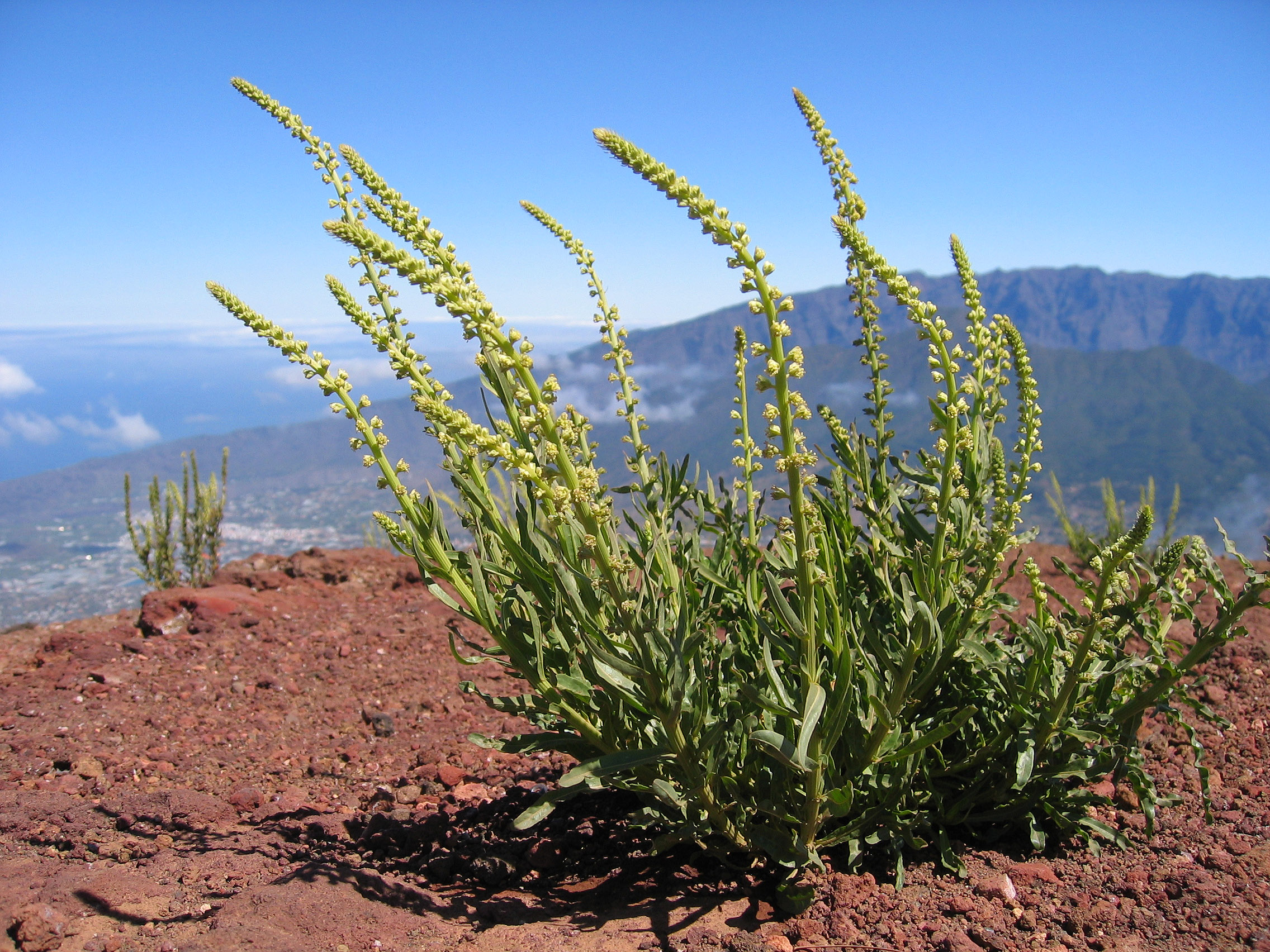
Rezeda żółtawa

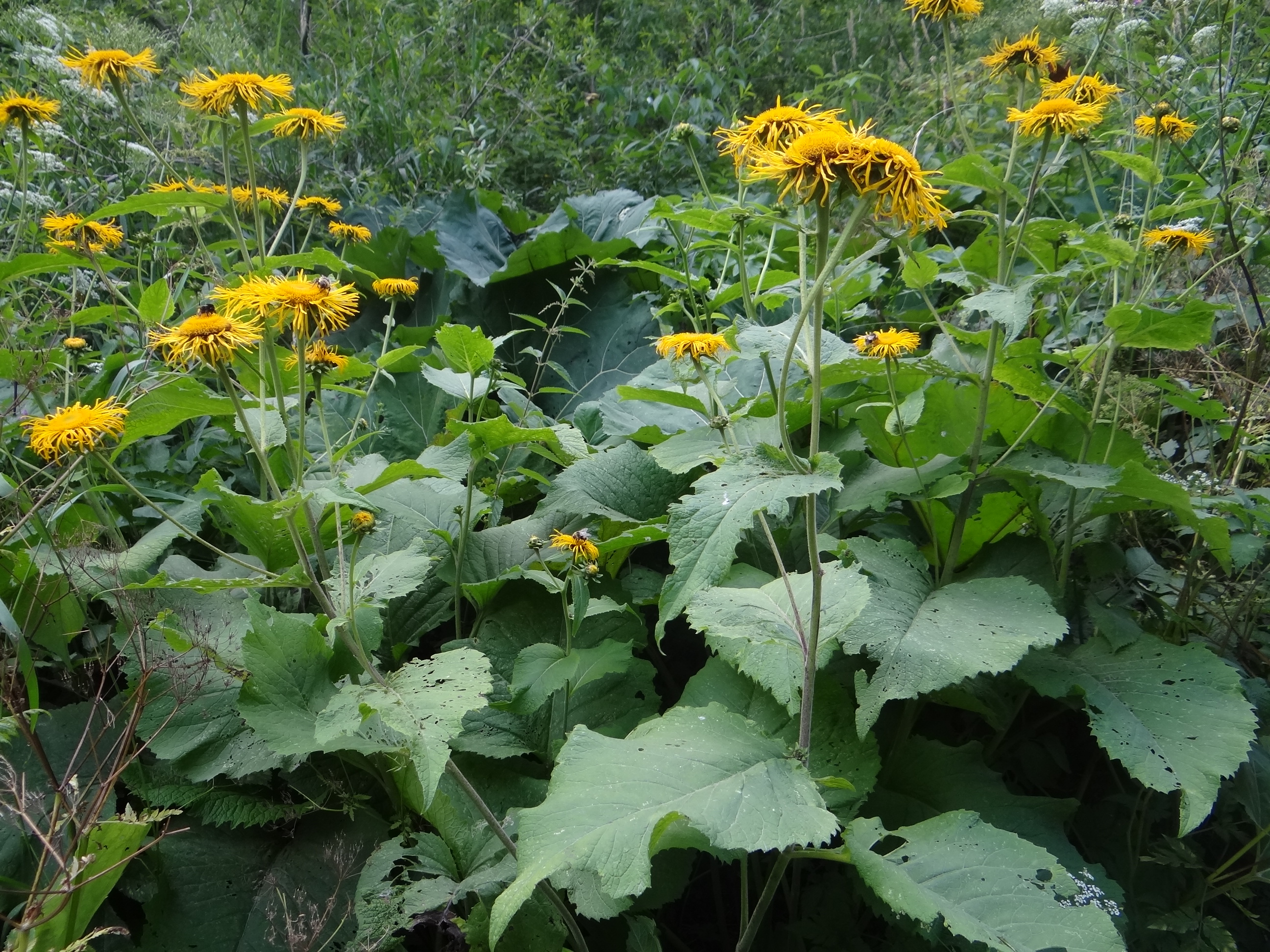
Smotrawa okazała

Relikt dawnych upraw, czyli ergazjolipofit – gatunek roślin, dawniej uprawiany, obecnie występujący tylko jako zdziczały. Wiele z tych gatunków roślin nadal żyje dziko w pobliżu dawnych osad, grodzisk, zamków, klasztorów, w opuszczonych parkach podworskich i starych cmentarzach. Są to rośliny synantropijne, przeważnie rosnące na siedliskach segetalnych, czyli powstałych wskutek działalności człowieka. Są wśród nich rośliny, które uprawiane były dla celów spożywczych, rośliny przyprawowe, rośliny lecznicze, a także dla pozyskania barwników do farbowania tkanin. Dzięki badaniom z zakresu archeologii, archeobotaniki i etnobotaniki zidentyfikowano już większość gatunków roślin uprawianych na terenie Polski w epoce brązu oraz średniowiecza i renesansu. W sumie grupa reliktów dawnych upraw liczy kilkadziesiąt gatunków. Dalsze badania prawdopodobnie spowodują dodanie do niej nowych gatunków.
Do dawniej uprawianych roślin leczniczych należą m.in. takie gatunki, jak: serdecznik pospolity Leonurus cardiaca i parietaria lekarska Parietaria officinalis. Obydwa gatunki do dzisiaj rosną na dawnych grodziskach. Wśród zdziczałych roślin przyprawowych reliktami dawnych upraw są m.in. lebiodka pospolita Origanum vulgare, bylica estragon Artemisia dracunculus, czosnek wężowy Allium scrodoprasum, parolist wschodni Zygophyllum fabago, wśród roślin barwierskich rezeda żółtawa Reseda luteola, urzet barwierski Isotis tinctoria.
Pod względem pochodzenia relikty dawnych upraw należą do wszystkich grup. Niektóre z nich, np. lebiodka pospolita i nawrot lekarski Lithospermum officinale, a lokalnie także lulecznica kraińska Scopolia carniolica i barwinek pospolity Vinca minor to gatunki rodzime. Większość jednak to gatunki obce – głównie archeofity, nieliczne tylko to kenofity. Archeofitami, czyli gatunkami, które zadomowiły się przed końcem XV wieku są np. serdecznik pospolity czy fiołek wonny Viola odorata. Późniejszymi reliktami (kenofitami) są np. smotrawa okazała Telekia speciosa, rezeda żółtawa, kolcowój pospolity Lycium barbarum czy lnicznik siewny Camelina sativa, uprawiany jeszcze do połowy lat 80. XX wieku. Nie zawsze jednak udaje się ściśle określić początek okresu uprawy i początek zdziczenia danego gatunku. Tak na przykład ślaz zygmarek Malva alcea czasami uznawany bywa za archeofita, czasami za kenofita. Są też różnice związane z regionem Polski. Ślazówka turyngska Lavatera thuringiaca w południowo-wschodniej części kraju uznawana jest za gatunek rodzimy (przez Polskę przebiega północna granica jej zasięgu), w północnej części natomiast za relikta dawnych upraw – występuje tutaj głównie w dawnych grodziskach.